# ボワニー分岐点
『ボワニー分岐点』（Bhowani Junction）は、1956年（昭和31年）製作・公開、ジョージ・キューカーによるアメリカ合衆国・イギリス合作の長篇劇映画である。

## 略歴・概要
本作は、1955年（昭和30年）3月 - 7月の間に、イギリスのハートフォードシャー、ボアハムウッドにあるMGM英国撮影所でスタジオ撮影、同国のロンドンのロングムーア・ミリタリー鉄道、パキスタンのラホール市内の鉄道や市場でロケーション撮影を行った。インドが舞台の物語である。

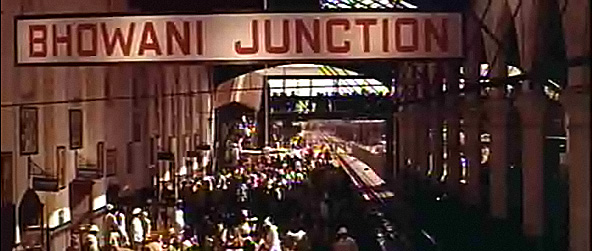
ボワニー駅。本作のスクリーンショットより。

タイトルの「ボワニー分岐点」とは、鉄道の「ボワニー連絡駅」のことである。
本作はフランスでも公開され、当時映画監督としてデビュー前の映画批評家ジャン＝リュック・ゴダールが、映画批評誌『カイエ・デュ・シネマ』誌上で発表した「1956年のベストテン」に、本作を第9位にランクインさせている。

## ストーリー
イギリスの植民地支配を脱し、国民会議派を中心とした独立運動が起きているインド。ボワニー駅に、鉄道警備隊司令官ロドニー・サヴェージ中佐（スチュワート・グレンジャー）が赴任してくる。同日、女性軍人のヴィクトリア・ジョーンズ少尉（エヴァ・ガードナー）も同駅に降り立つ。脱線事故で大混乱の駅。
ヴィクトリアも、婚約者のパトリック・テイラー（ビル・トラヴァース）も、イギリスとインドとの間の混血であった。パトリックは英国の血が流れていることを誇りに思い、ヴィクトリアはインドの血が流れていることが、その傲慢な誇りに耐え切れず、ふたりは別れることとなった。
ヴィクトリアは、ロドニーのいる部隊に勤務することになる。ある夜、暴動が起こり、グラハム・マクダニエル大尉（ライオネル・ジェフリーズ）がヴィクトリアを襲う。ヴィクトリアは抵抗の果てにマクダニエル大尉を射殺してしまう。ヴィクトリアは逃亡し、同じ部隊にいるインド人、ランジット・カセル（フランシス・マシューズ）の家に匿われる。そこは暴力革命主義者のアジトであることを知る。
ヴィクトリアは警察に拘引されそうになるが、ロドニーが彼女を救う。ヴィクトリアは、カセルの家にいた暴力集団のことをロドニーに密告する。ロドニーはボワニー地区に非常線を張るが、ヴィクトリアは暴力集団に拉致されてしまう。ロドニーは、トンネルに仕掛けられた爆弾を発見する。暴力集団は、無抵抗主義者のガンジーが乗った列車を爆破しようという魂胆だったのだ。同じ列車にヴィクトリアも監禁されていた。ガンジーも、ヴィクトリアも、ロドニーに救われるのだった。

## スタッフ・作品データ
- 監督 : ジョージ・キューカー
- 原作 : ジョン・マスターズ
- 脚本 : ソニア・レヴィン / アイヴァン・モファット
- 撮影監督 : フレディ・A・ヤング
- 編集 : ジョージ・ベームラー / フランク・クラーク
- 音楽 : ミクロス・ローザ
- プロデューサー : パンドロ・S・バーマン
- 形式 : イーストマンカラー - 35ミリフィルム（シネマスコープ、2.35:1） - 4トラックステレオ録音
- ジャンル : 長篇劇映画

## キャスト
- エヴァ・ガードナー - ヴィクトリア・ジョーンズ少尉
- スチュワート・グレンジャー - ロドニー・サヴェージ中佐
- ビル・トラヴァース - パトリック・テイラー
- エイブラハム・ソファー - スラバイ
- フランシス・マシューズ - ランジット・カセル
- ライオネル・ジェフリーズ - グラハム・マクダニエル大尉

## 関連事項
- MGM英国撮影所 （en:MGM-British Studios）
- ボアハムウッド （en:Borehamwood）
- ロングムーア・ミリタリー鉄道 （en:Longmoor Military Railway）

## 註
1. ↑  Ronald, D. W.; Carter, R. J., The Longmoor Military Railway, Newton Abbot: David & Charles, 1974, p.168. ISBN 0715363573.
2. ↑  Les Cahier du Cinema, Numero 67, Janvier 1957, 1957年1月号。